# Ocampo, Guanajuato
Ocampo är en ort i Mexiko.   Den ligger i kommunen Ocampo och delstaten Guanajuato, i den centrala delen av landet, 300 km nordväst om huvudstaden Mexico City. Ocampo ligger 2 258 meter över havet och antalet invånare är 6 499.
Terrängen runt Ocampo är platt österut, men västerut är den kuperad. Runt Ocampo är det glesbefolkat, med 16 invånare per kvadratkilometer. Ocampo är det största samhället i trakten. Trakten runt Ocampo består till största delen av jordbruksmark.